# موزه هنری فورد
موزه هنری فورد (به انگلیسی: Henry Ford Museum) (همچنین با نام موزه نوآوری آمریکایی هنری فورد و روستای گرین‌فیلد و به عنوان انستیتو ادیسون نیز شناخته می‌شود)؛ یک مجموعۀ موزه تاریخ در دیربورن، میشیگان، ایالات متحدۀ آمریکا، در کلان‌شهر دیترویت است. مجموعۀ موزه شامل لیموزین ریاست‌جمهوری جان اف. کندی، صندلی آبراهام لینکلن از تئاتر فورد، آزمایشگاه توماس ادیسون، فروشگاه دوچرخه برادران رایت، اتوبوس رزا پارکس و بسیاری از نمایشگاه‌های تاریخی دیگر است. این بزرگ‌ترین مجموعهٔ موزه داخلی و خارجی در ایالات متحده است  و هر ساله بیش از ۱٫۷ میلیون نفر از آن بازدید می‌کنند. در سال ۱۹۶۹ میلادی در فهرست ملی مکان‌های تاریخی به‌عنوان روستای گرین‌فیلد و موزه هنری فورد ثبت شد و در سال ۱۹۸۱ میلادی به‌عنوان «انستیتو ادیسون» به عنوان یک مکان تاریخی ملی تعیین شد.

## پیشینۀ موزه
این ملک به نام مؤسس آن، هنری فورد، صنعتگر خودرو، و بر اساس تلاش‌های او برای حفظ اقلام مورد علاقۀ تاریخی و به تصویر کشیدن انقلاب صنعتی، خانه‌ها، ماشین‌آلات، نمایشگاه‌ها و آمریکانا از اقلام مهم تاریخی و همچنین یادگاری‌های مشترک را در خود جای داده است. که به ثبت تاریخ زندگی در آمریکای اولیه کمک می‌کند. این مجموعه یکی از بزرگ‌ترین مجموعه‌های این کشور است.

هنری فورد دربارهٔ موزه خود گفته است:
من تاریخ مردم ما را به صورت نوشته شده در چیزهایی که دستان آن‌ها ساخته و استفاده کرده‌اند جمع‌آوری می‌کنم … وقتی به پایان رسید، زندگی آمریکایی را همان‌ طور که قبلاً زندگی کرده‌ایم بازتولید خواهیم کرد و به نظر من این بهترین راه برای حفظ حداقل بخشی از تاریخ و سنت ماست…

## موزۀ نوآوری آمریکایی هنری فورد

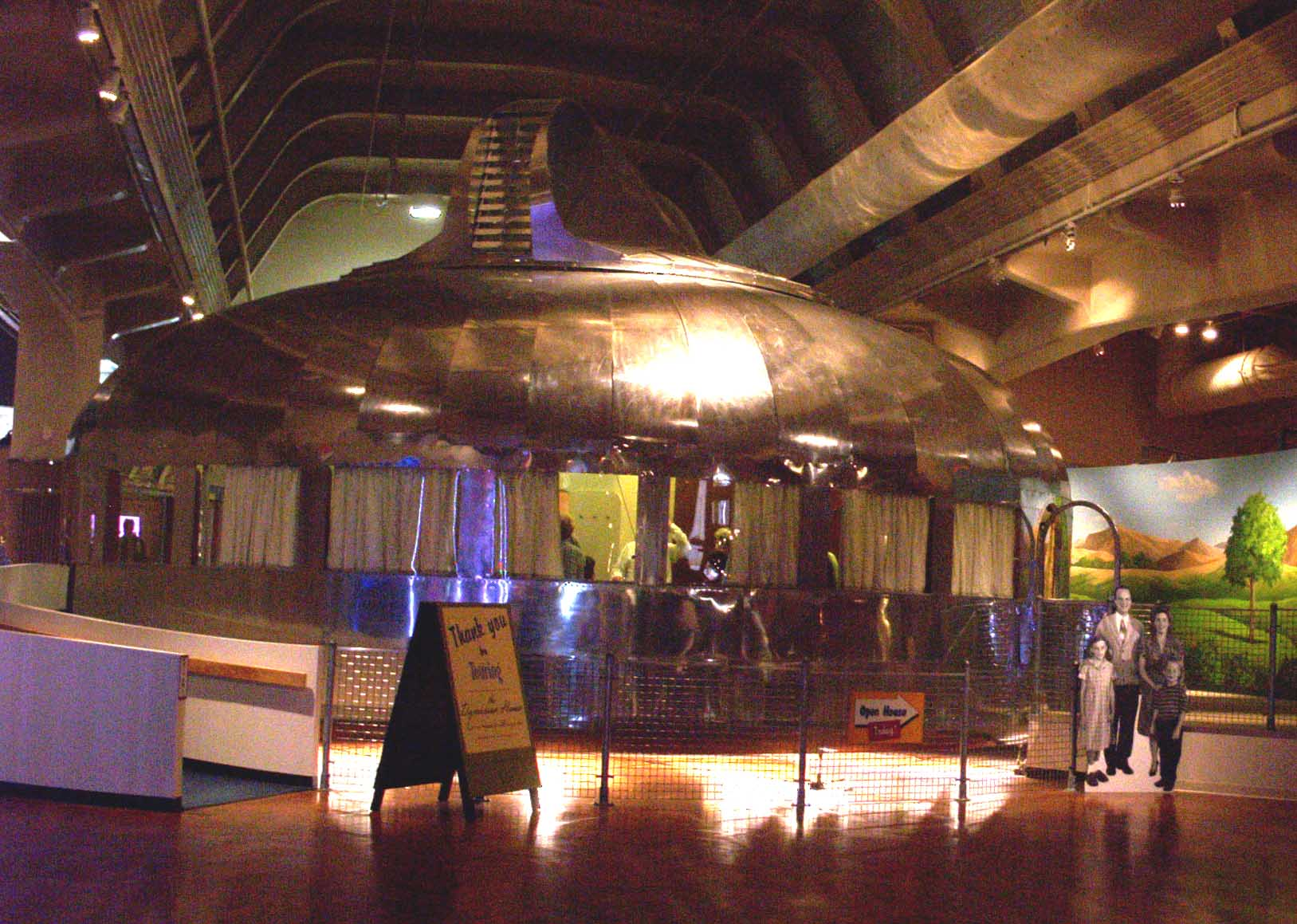
نمونه اولیه خانه دایماکسیون باکمینستر فولر، در موزهٔ هنری فورد.

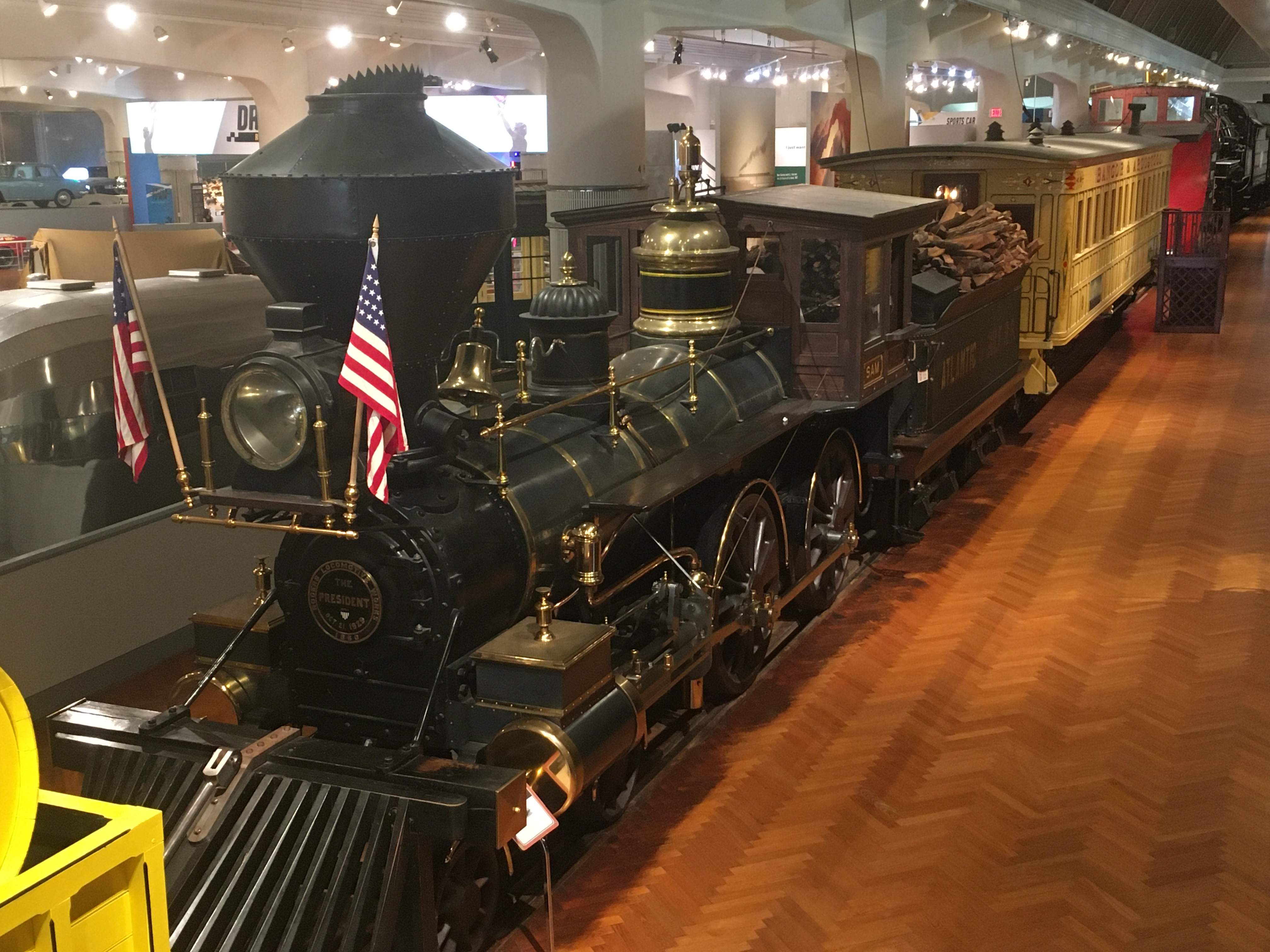
این لوکوموتیو ۰-۴-۴ در موزۀ هنری فورد ابتدا در سال ۱۸۵۸ میلادی توسط راجرز لوکوموتیو ورکز به عنوان «ساتیلا» برای اقیانوس اطلس و خلیج آرآر در جورجیا ساخته شد. در سال ۱۹۲۴ میلادی، هنری فورد آن را در کارخانۀ روژ خود بازسازی کرد و به افتخار مهندسی که در دوران کودکی او را تحسین می‌کرد، آن را «سم هیل» نامید. در سال ۱۹۲۹ میلادی، این موتور به افتخار رئیس‌جمهور هربرت هوور به «رئیس‌جمهور» تغییر نام داد و هنری فورد، توماس ادیسون و هوور را از دیترویت به دیربورن، میشیگان برای مراسم وقف موزۀ هنری فورد کشید.

### نمایشگاه‌های منتخب

هواپیماها
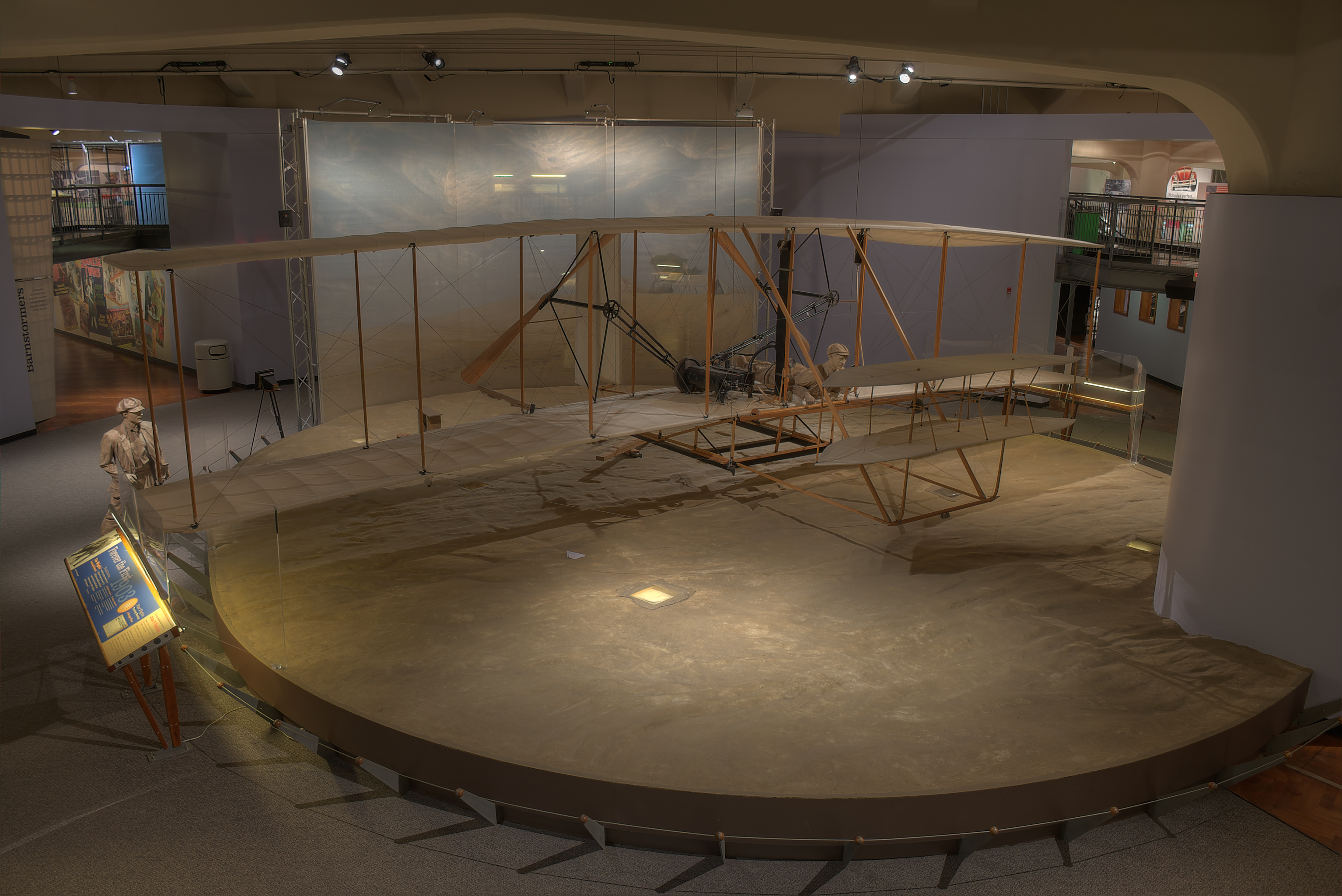
ماکت پرنده رایت ۱۹۰۳
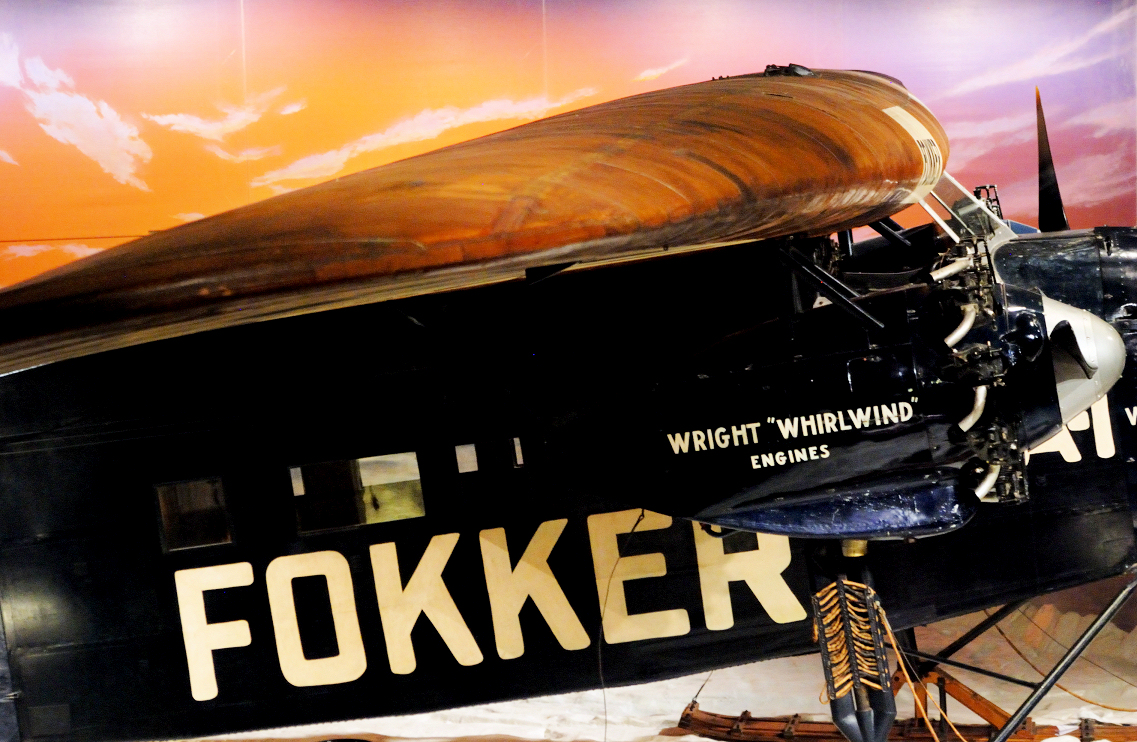
فوکر اف.۷ /۳ام ۱۹۲۶ توسط ریچارد ای. برد بر فراز قطب شمال پرواز کرد.
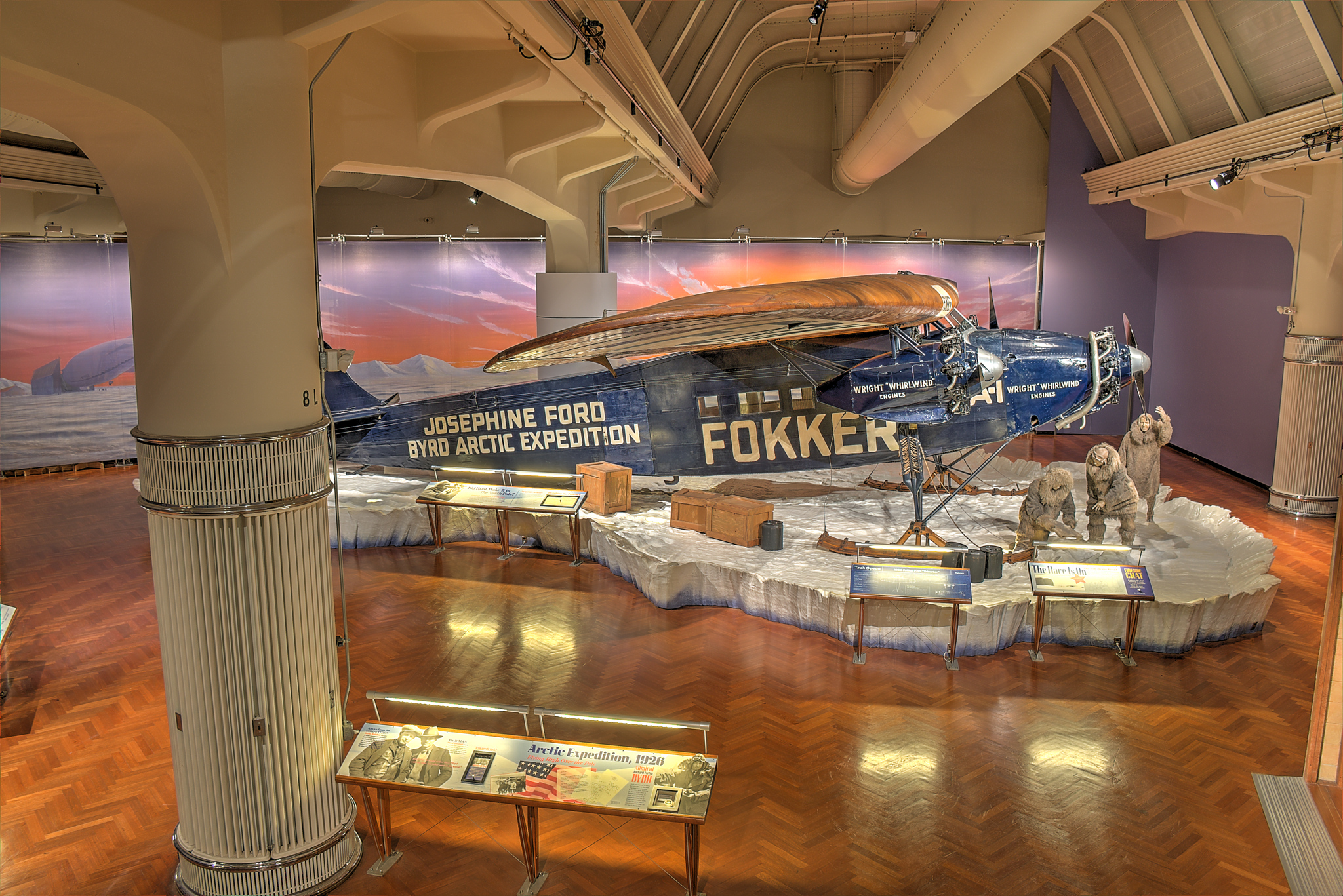
نمایشگاه اکسپدیشن آرکتیک بیرد
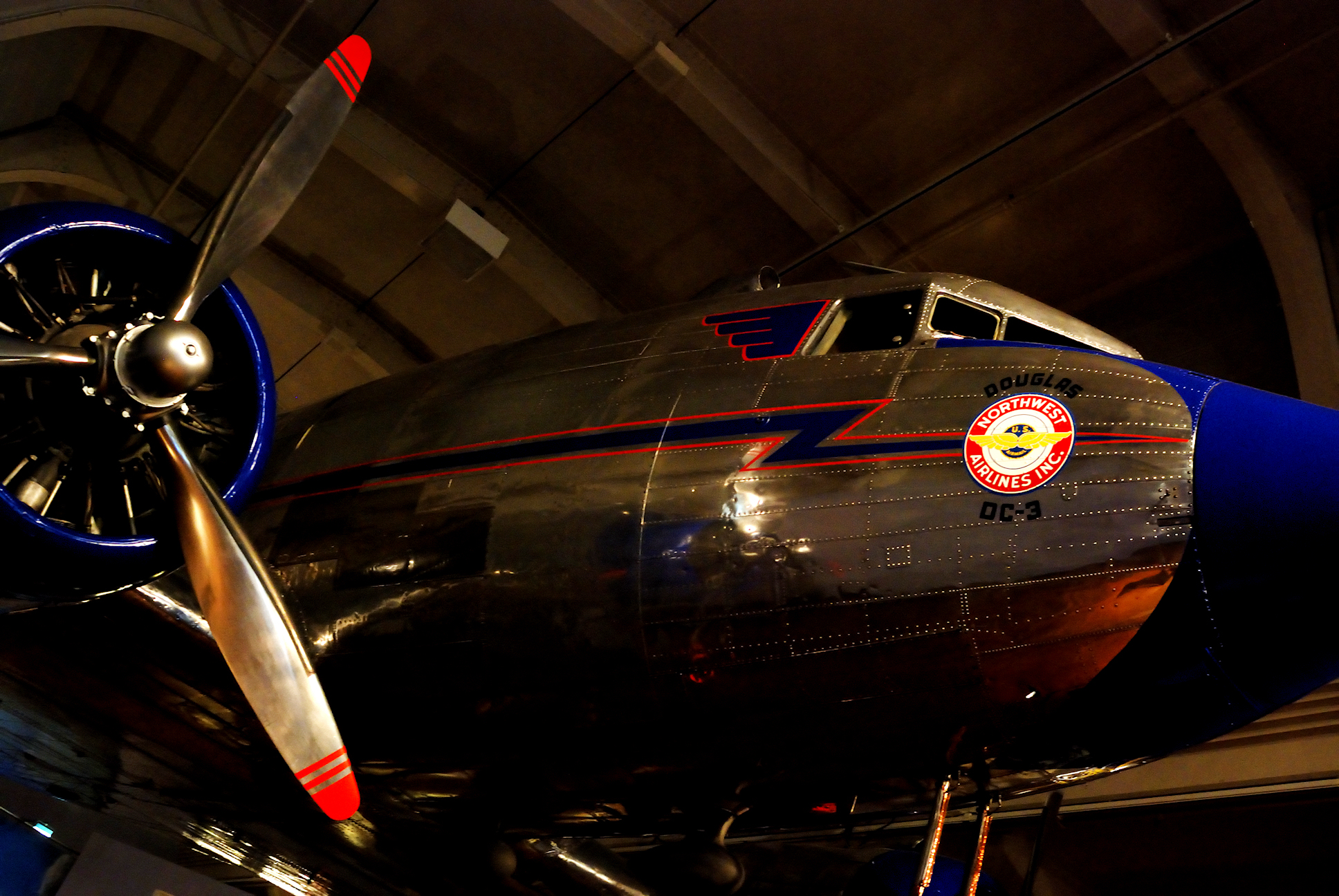
داگلاس دی سی-۳ خطوط هوایی نورث وست مدل ۱۹۳۹

کشاورزی
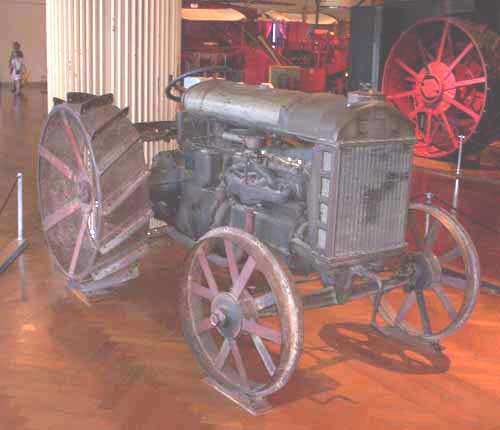
تراکتور فوردسون شماره ۱
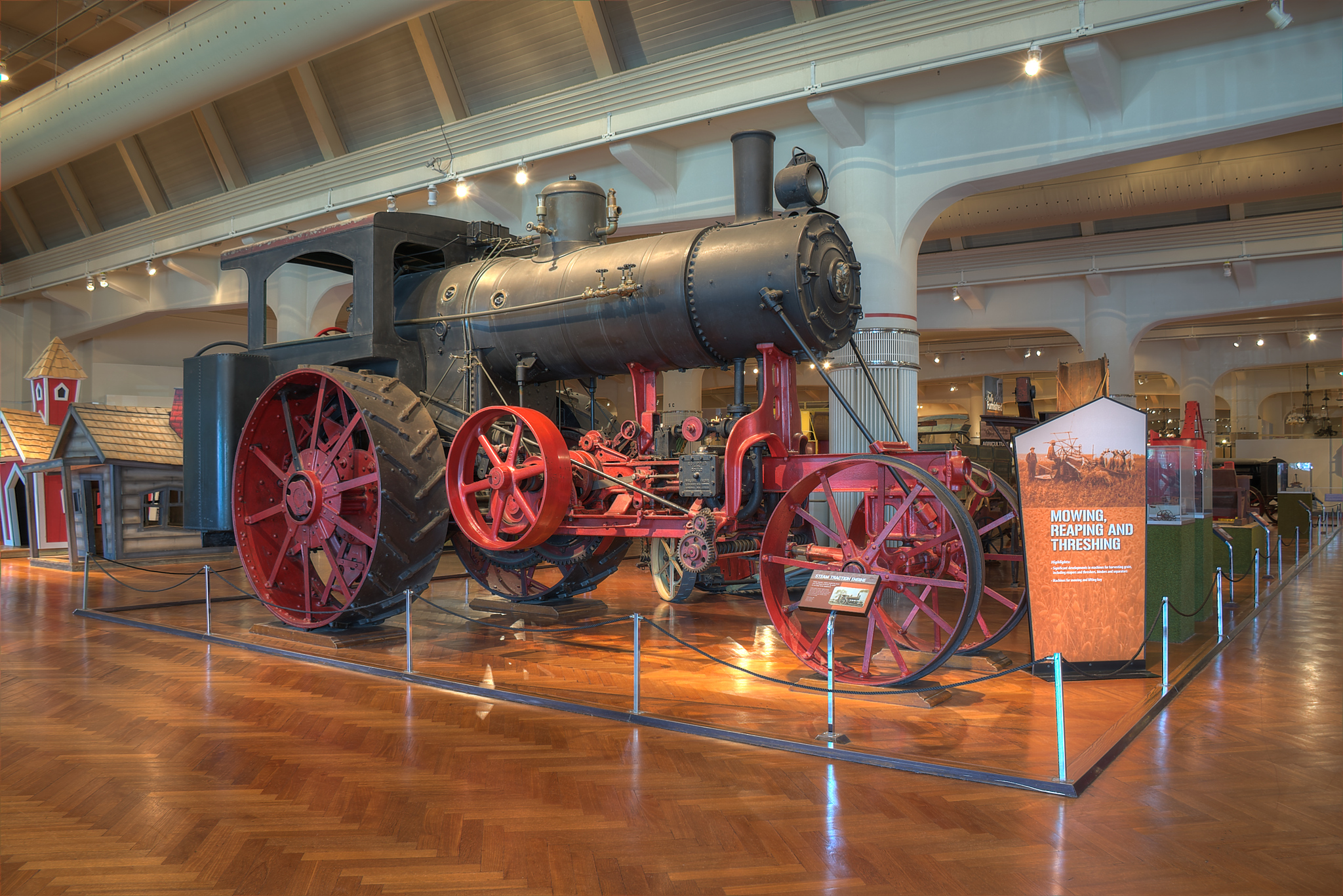
موتور تراکتور بخار

اتومبیل
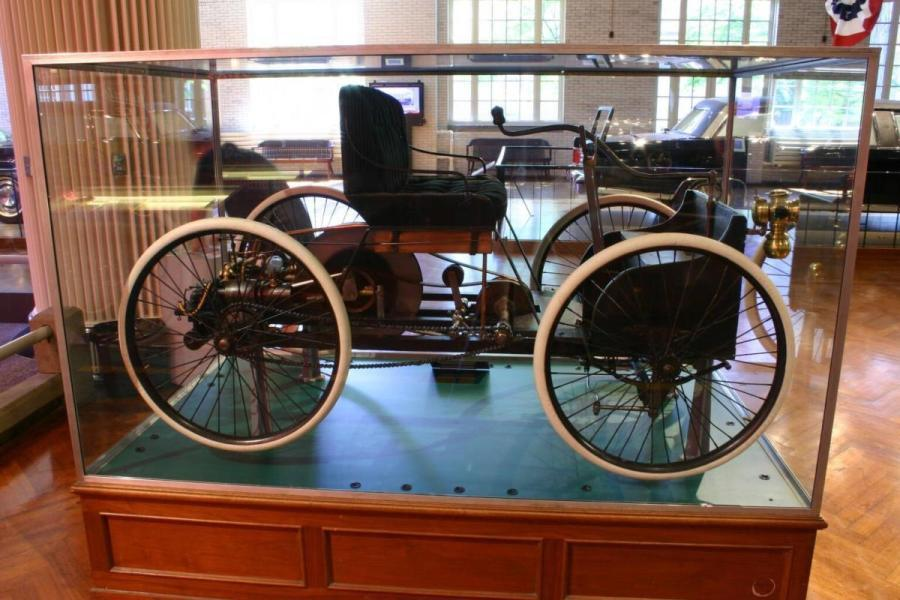
چهارچرخه فورد ۱۸۹۶
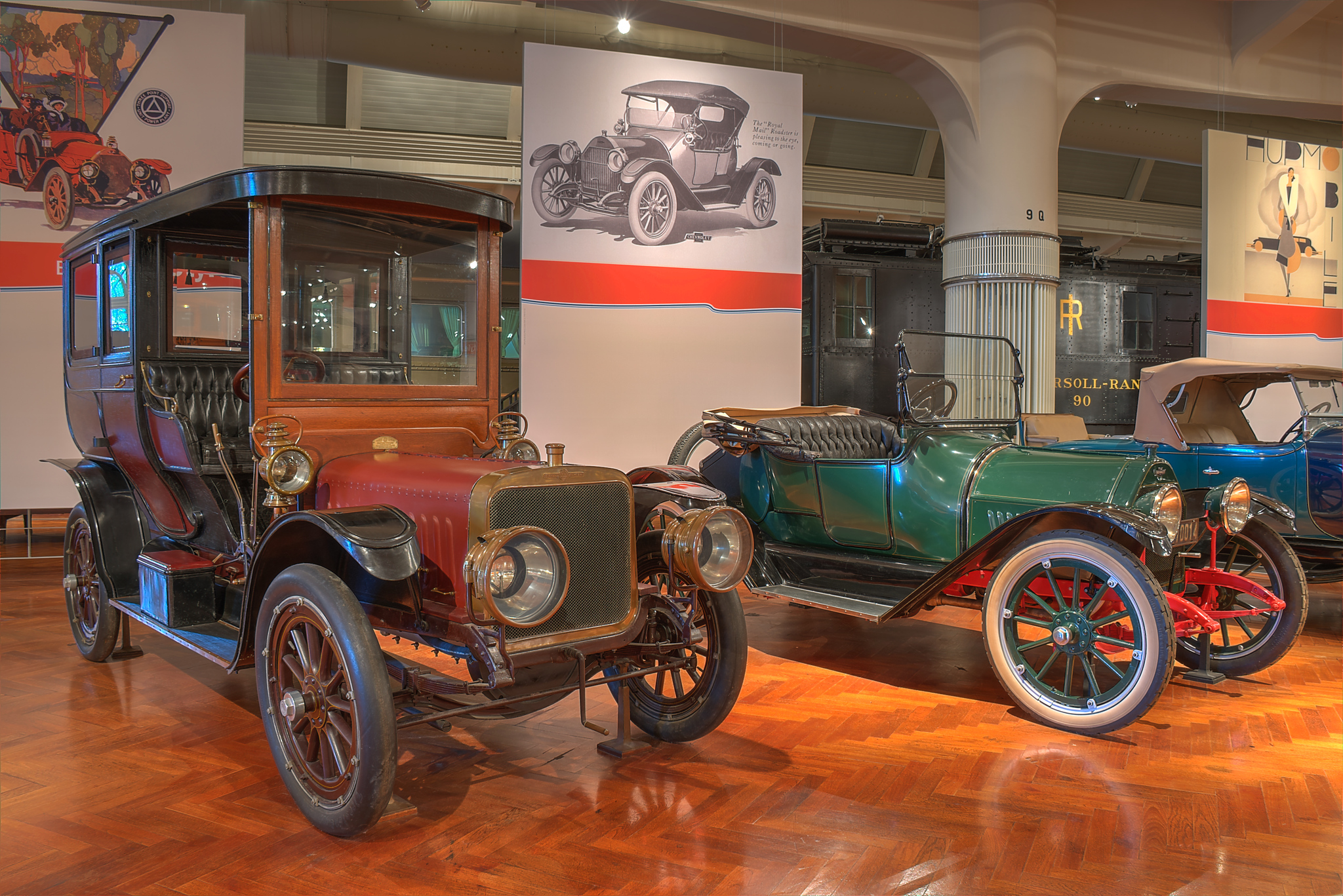
۱۹۰۸ استیونز-دوریا مدل یو لیمویی (قهوه‌ای) و شورولت سلطنتی میل رودستر ۱۹۱۵ (سبز)
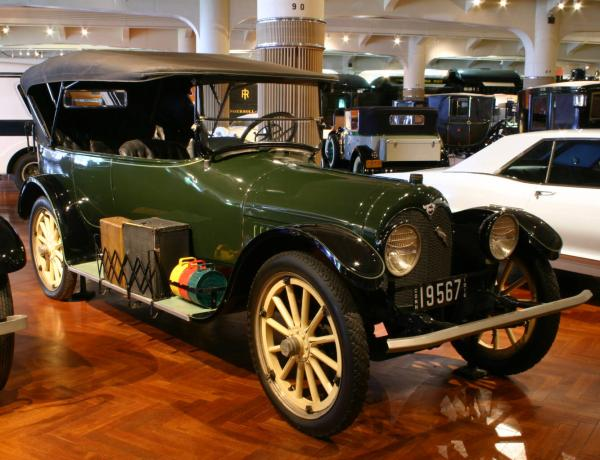
یک ماشین تورینگ آپرسون ۱۹۱۶
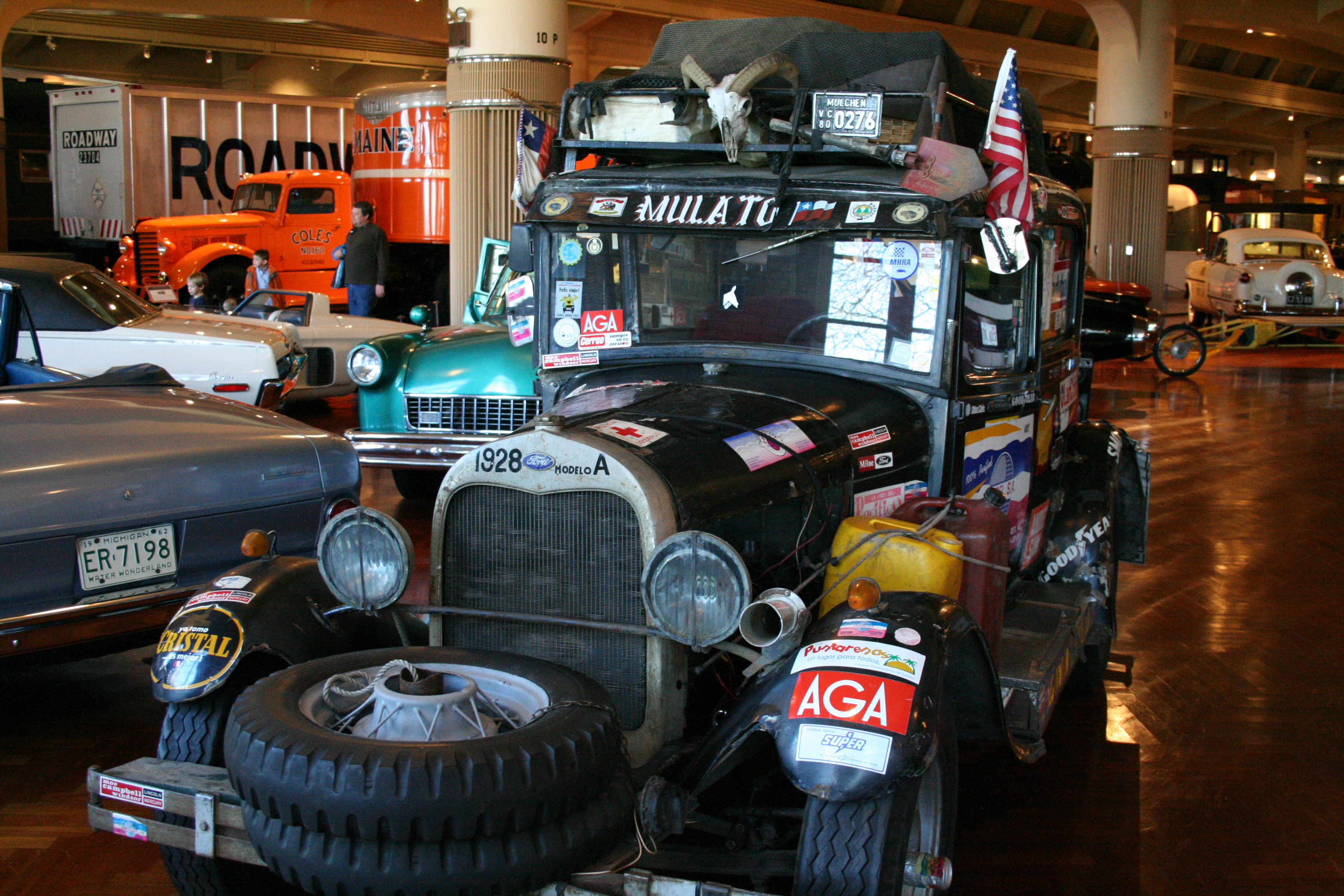
مدل ای فورد ۱۹۲۸
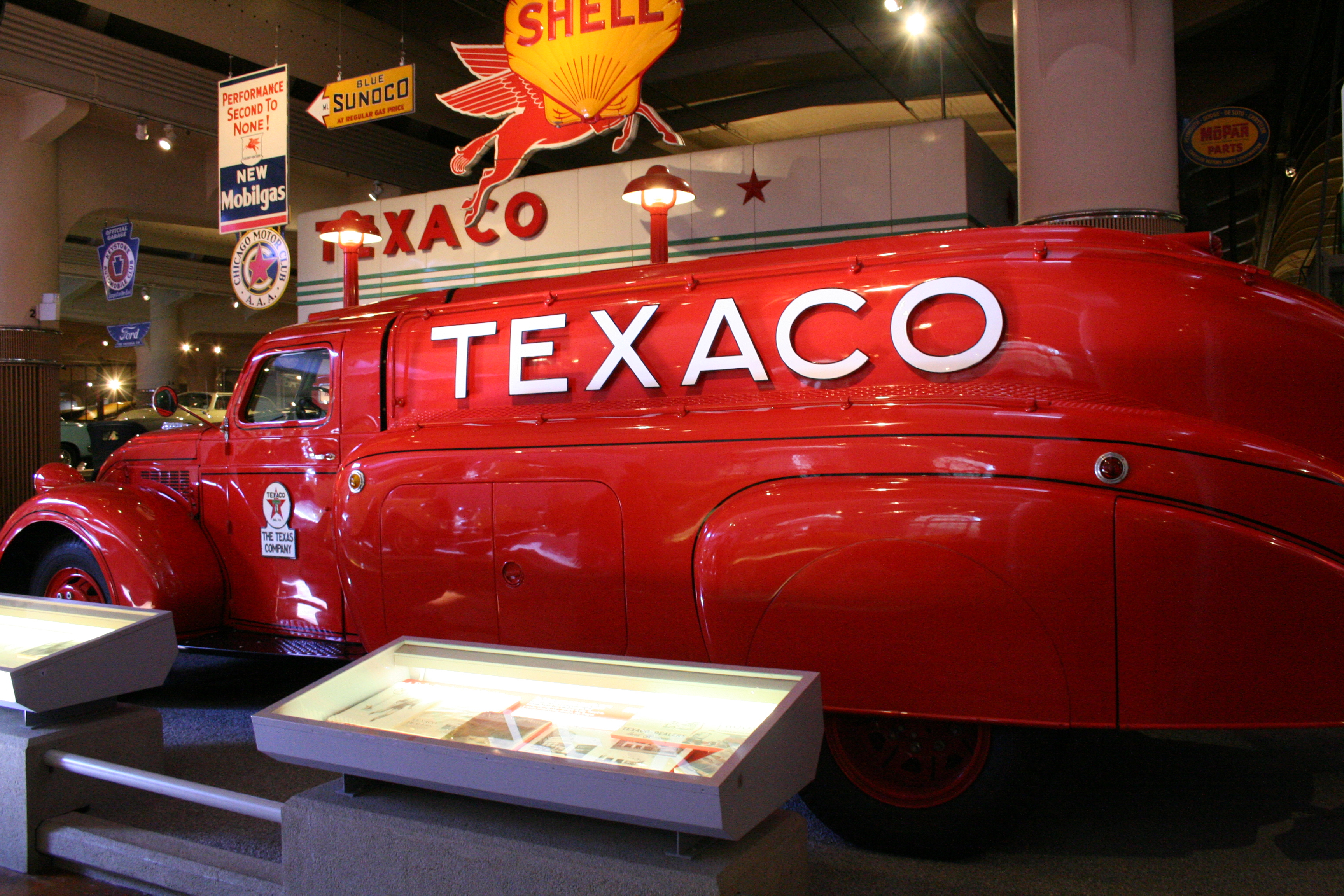
۱۹۳۹ کامیون تانکر تکزاکو توسط داج
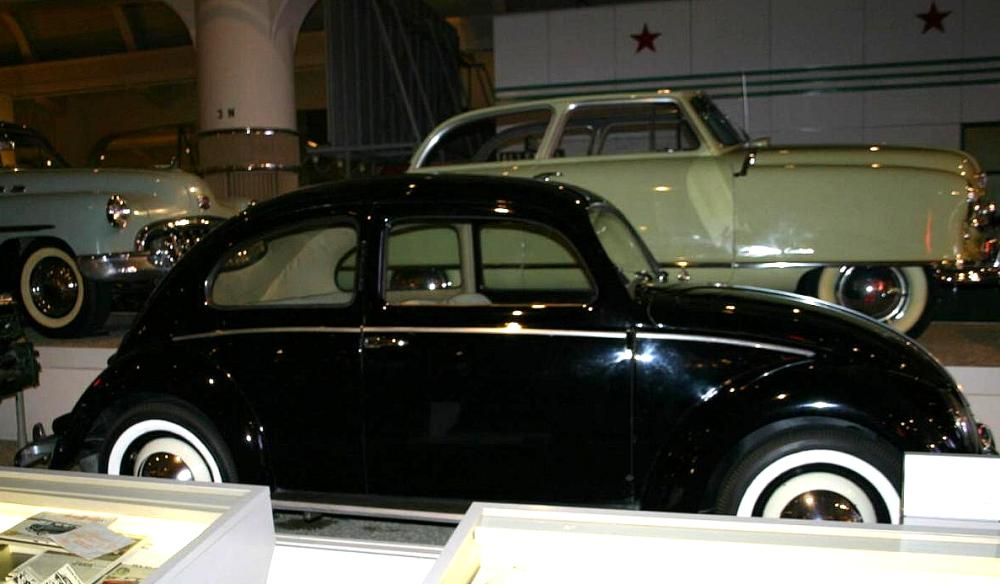
یک فولکس‌واگن ۱۹۴۹
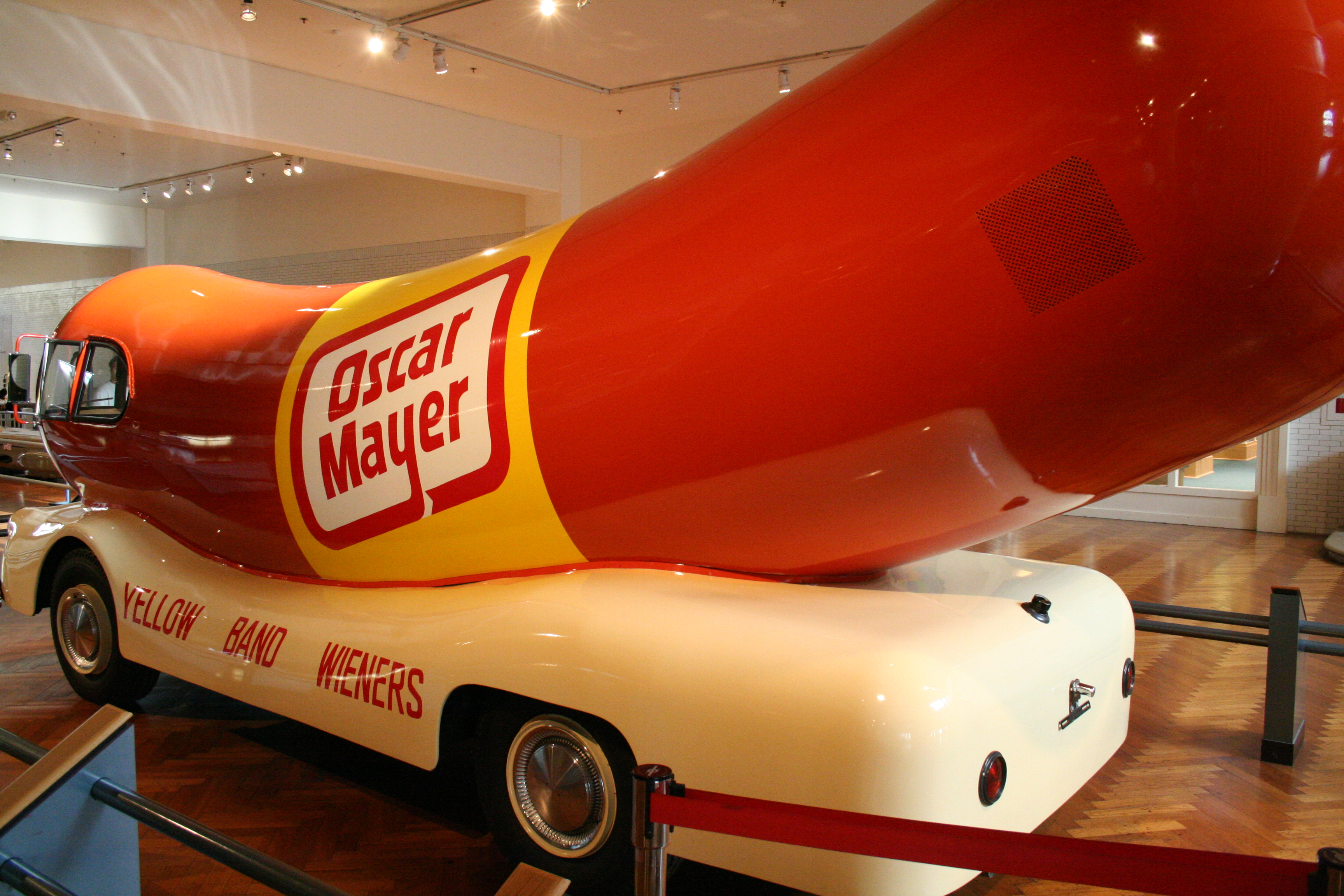
۱۹۵۲ اسکار میر وینرموبایل
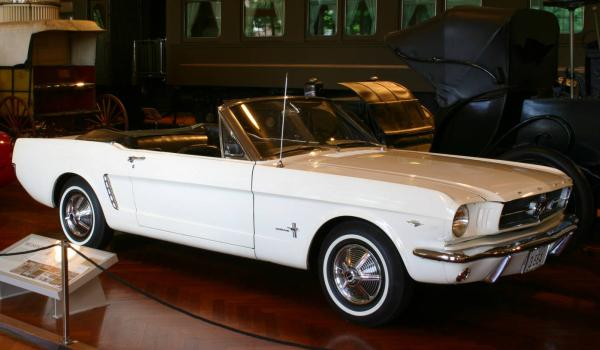
اولین تولیدی فورد ماستنگ ساخته شد
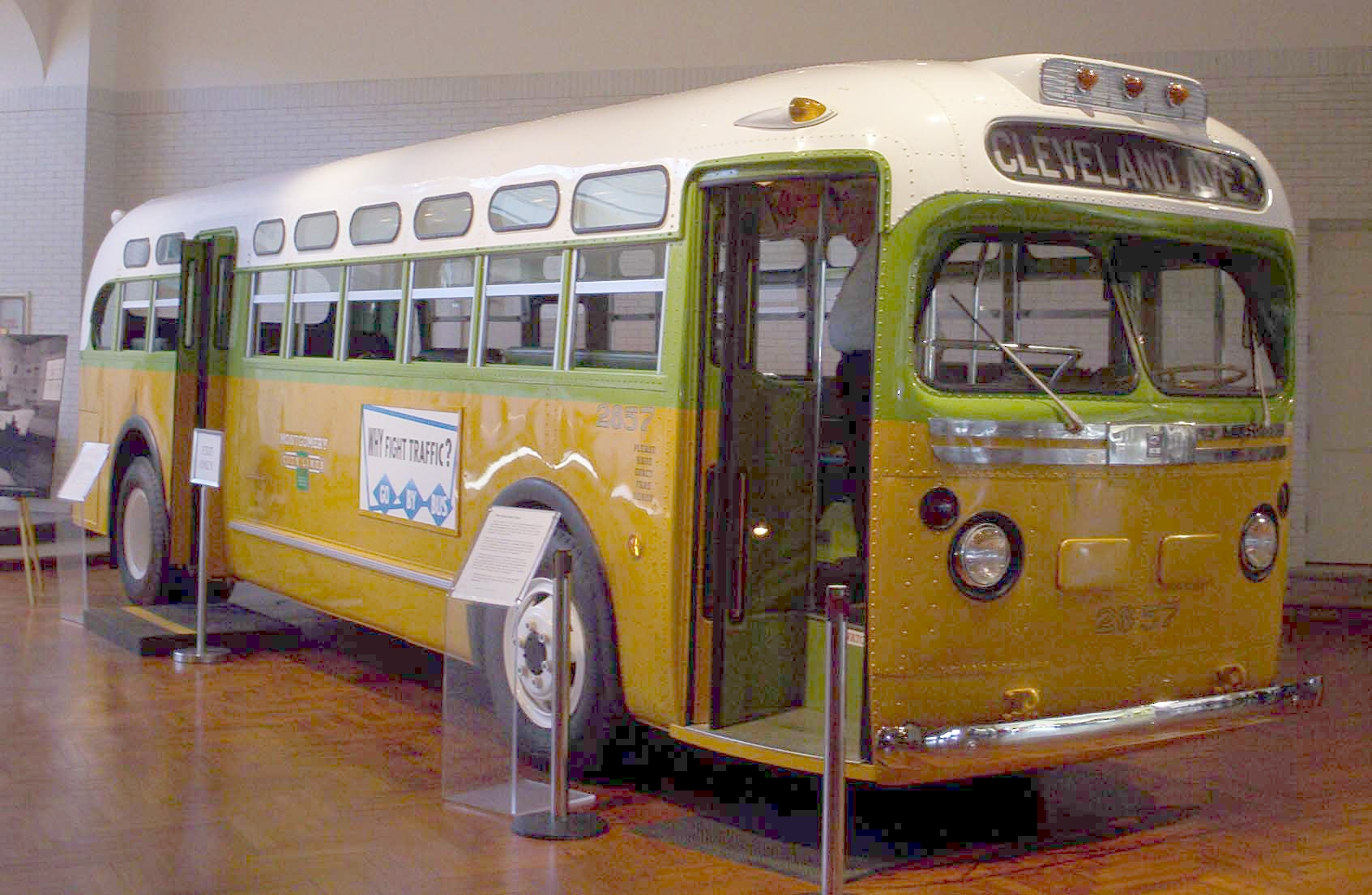
اتوبوسی که رزا پارکس در آن دستگیر شد، رویدادی که باعث تحریم اتوبوس مونتگومری شد

لیموزین‌های ریاست‌جمهوری
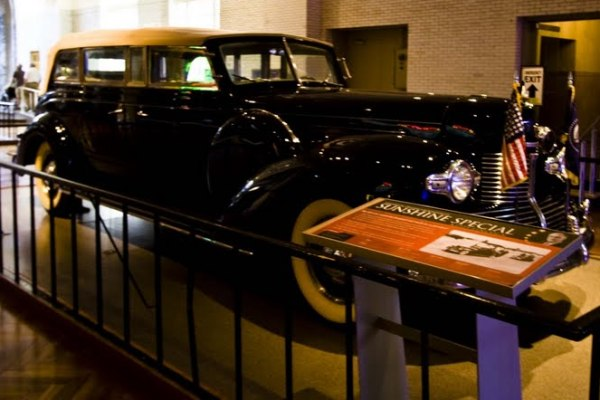
سان‌شاین اسپشیال ، خودرو رسمی دولتی که توسط رئیس جمهور ایالات متحده فرانکلین دی. روزولت استفاده می‌شد
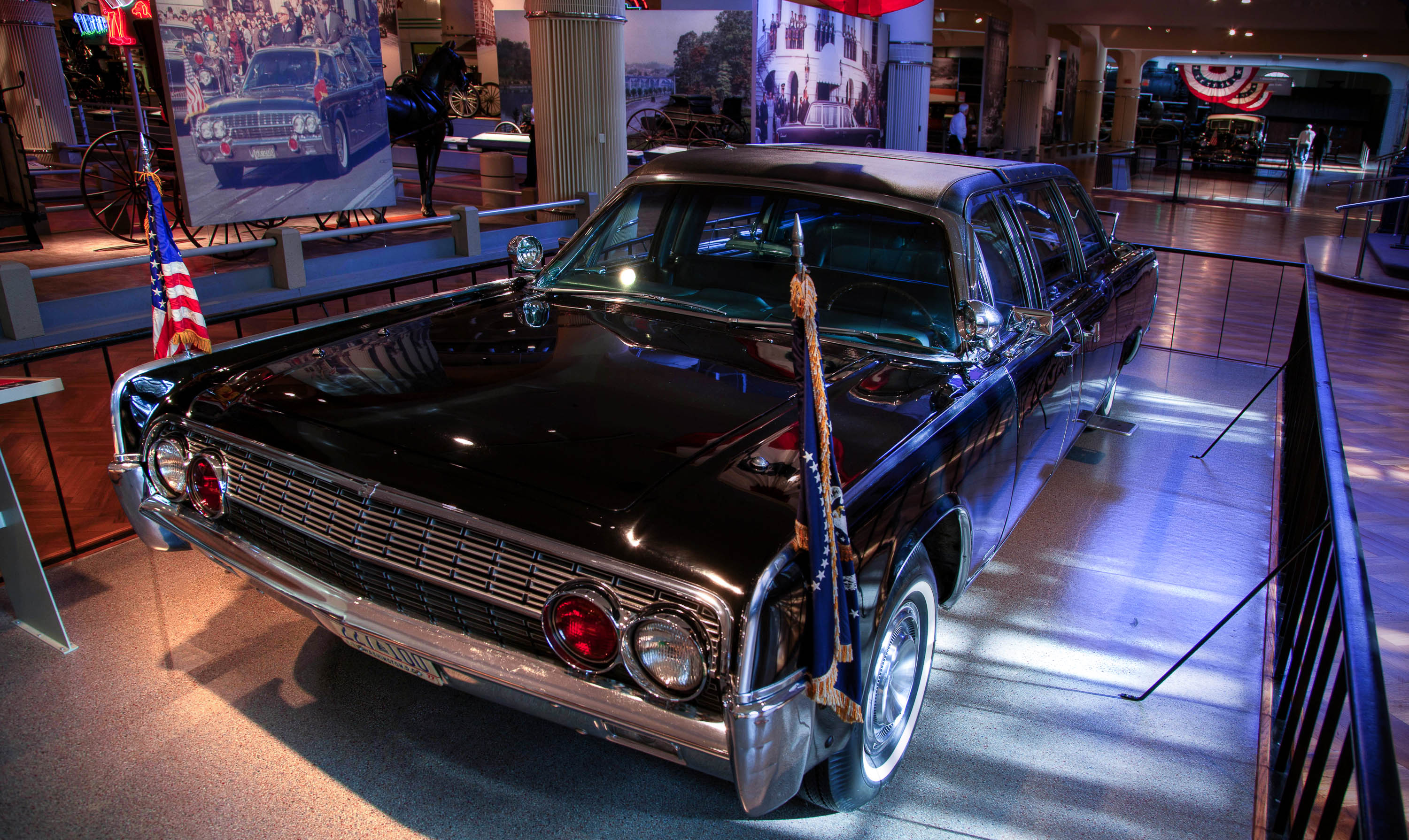
اس‌اس-۱۰۰-ایکس مورد استفاده جان اف. کندی

ساخت آمریکا
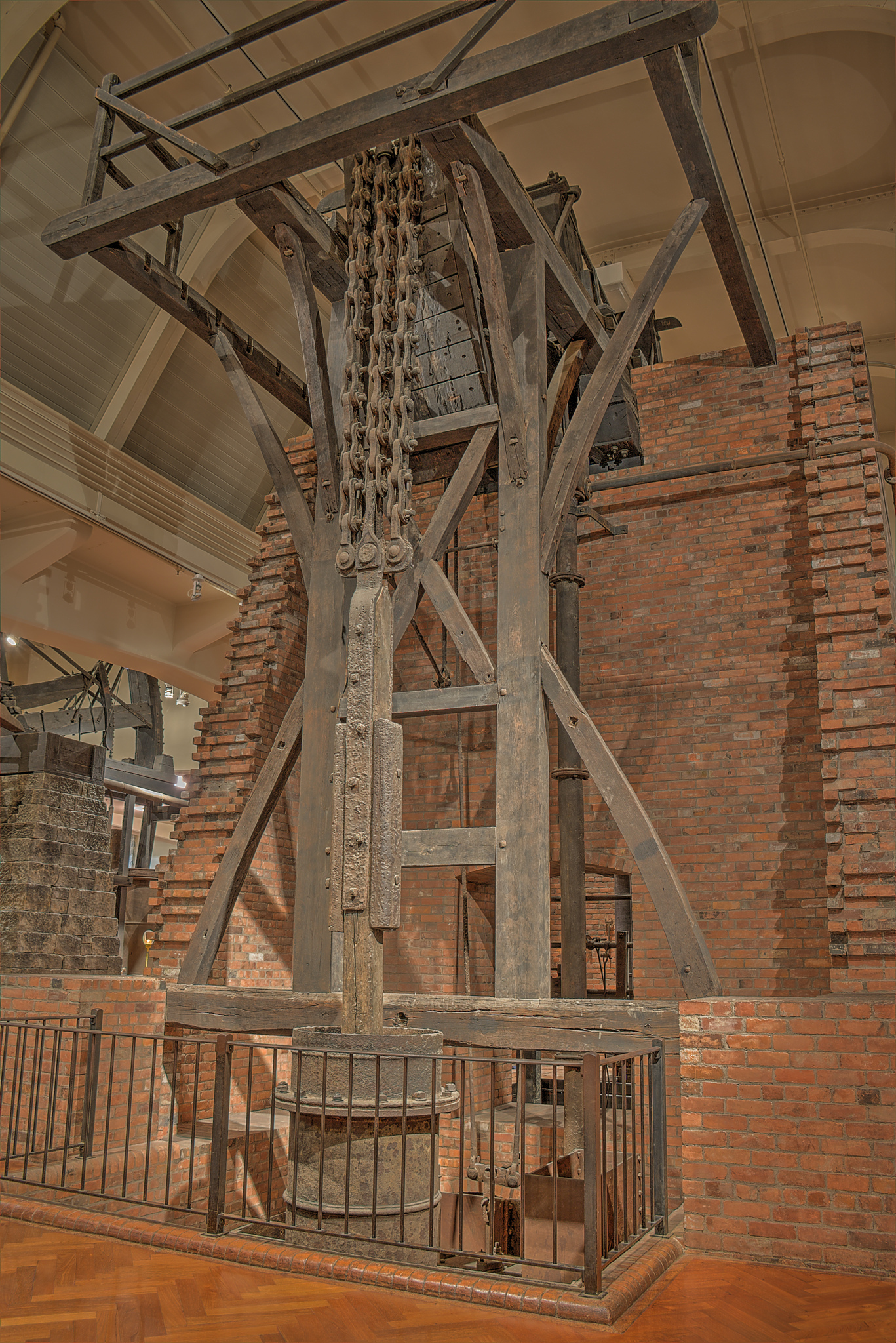
موتور پمپاژ کانال وات (۱۷۹۶)
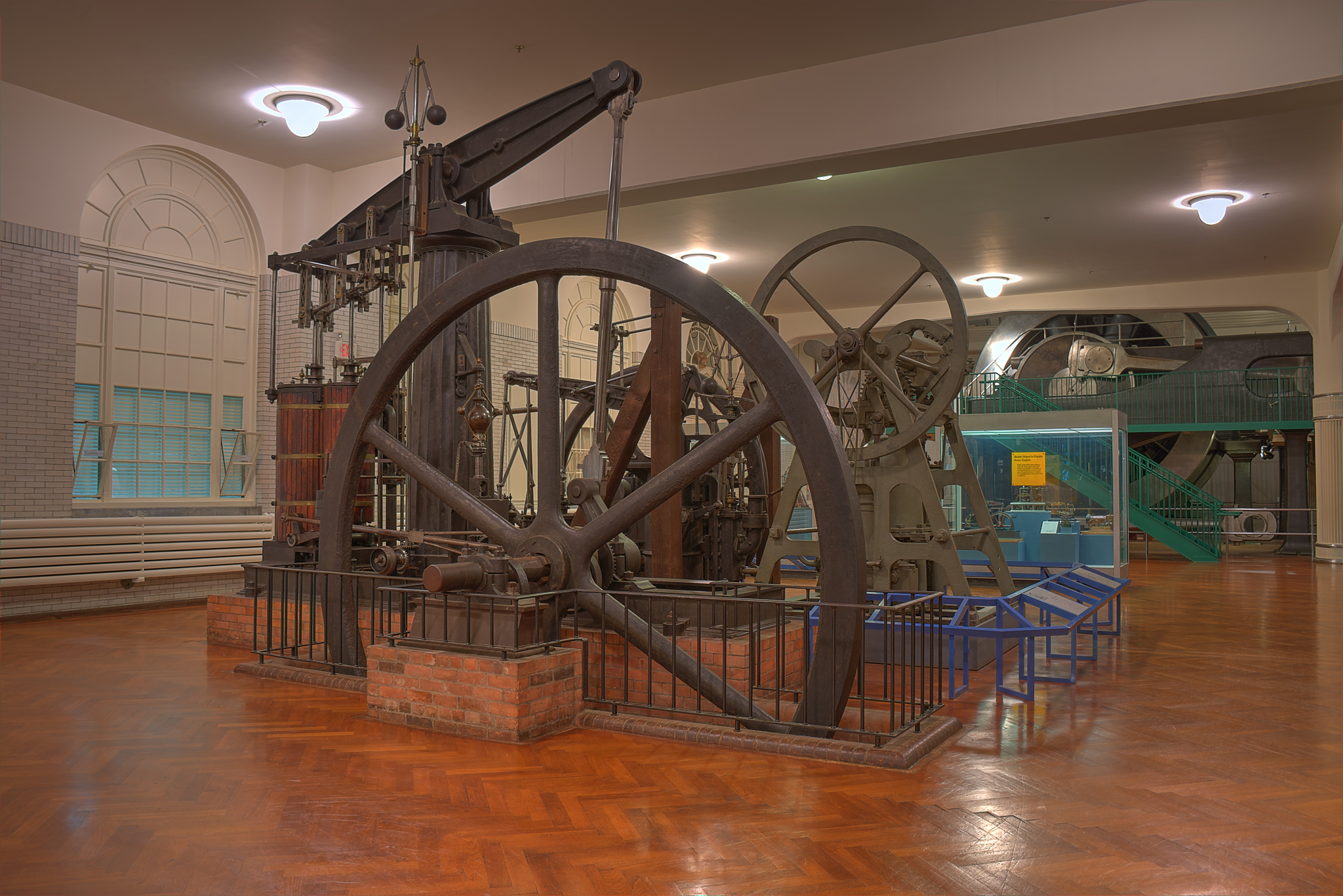
موتور توماس هورن (۱۸۵۰)
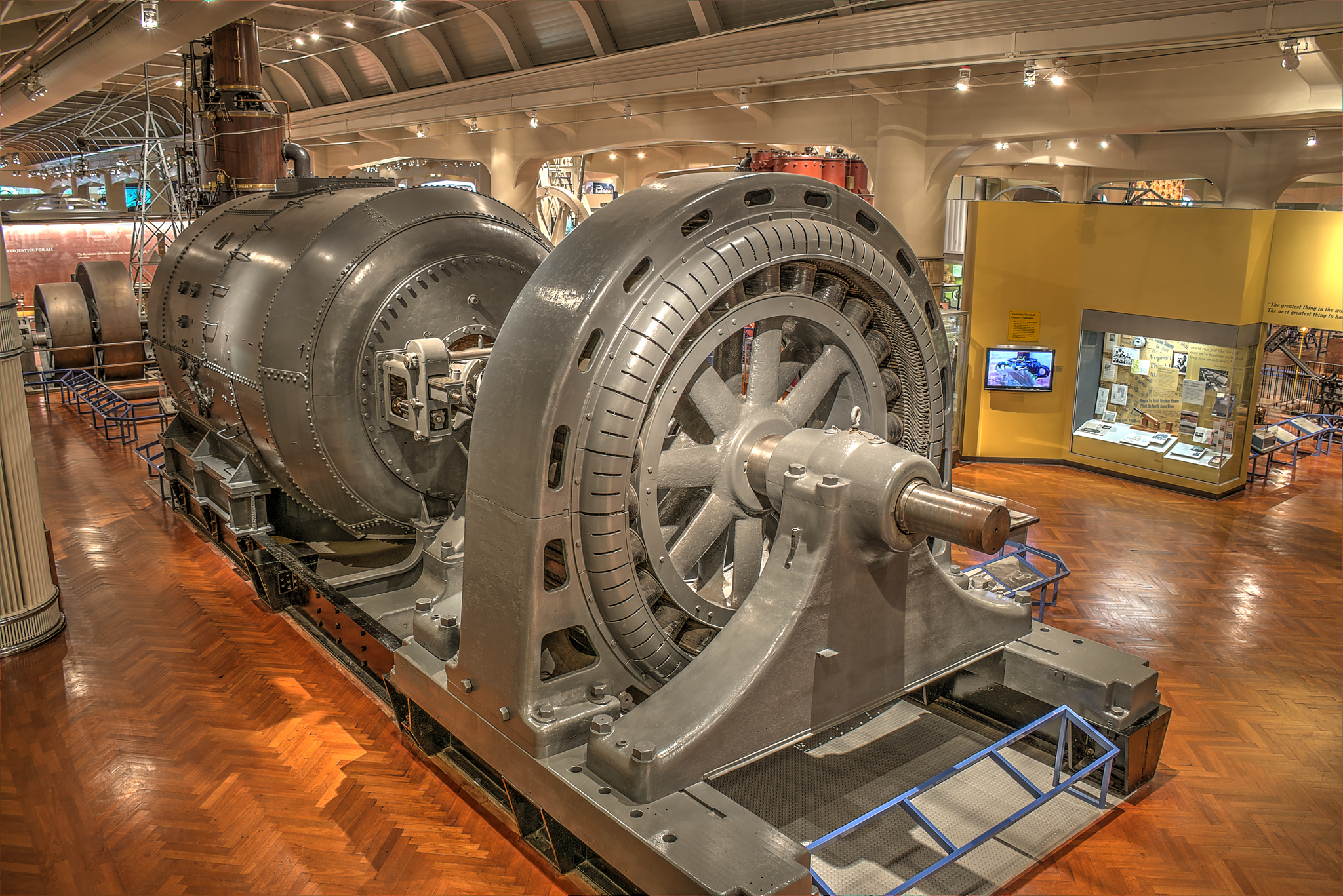
موتور آب و ژنراتور الکتریکی، اسپوکین، واشینگتن (۱۹۰۳)
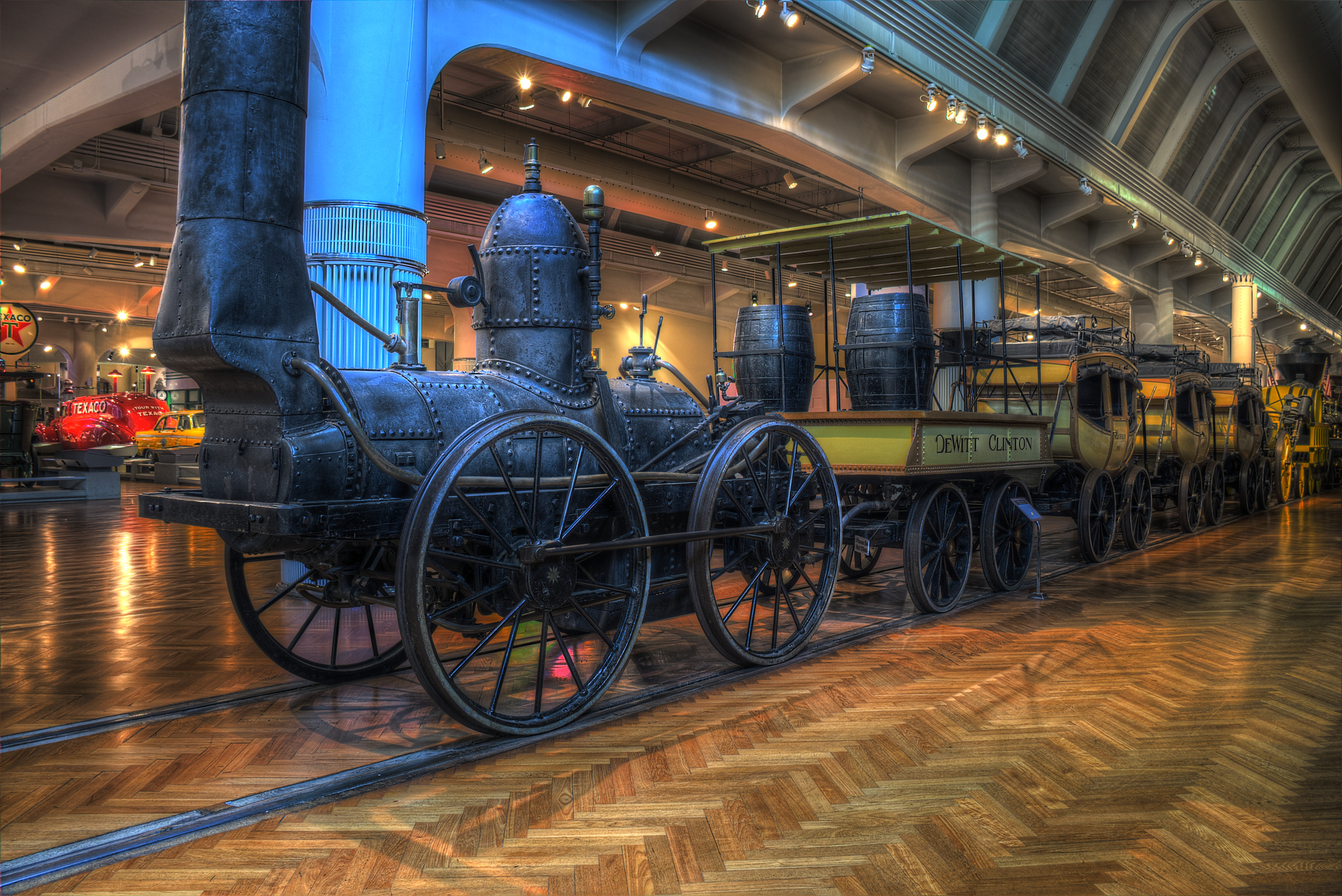
ماکت قطار دویت کلینتون ۱۸۳۱
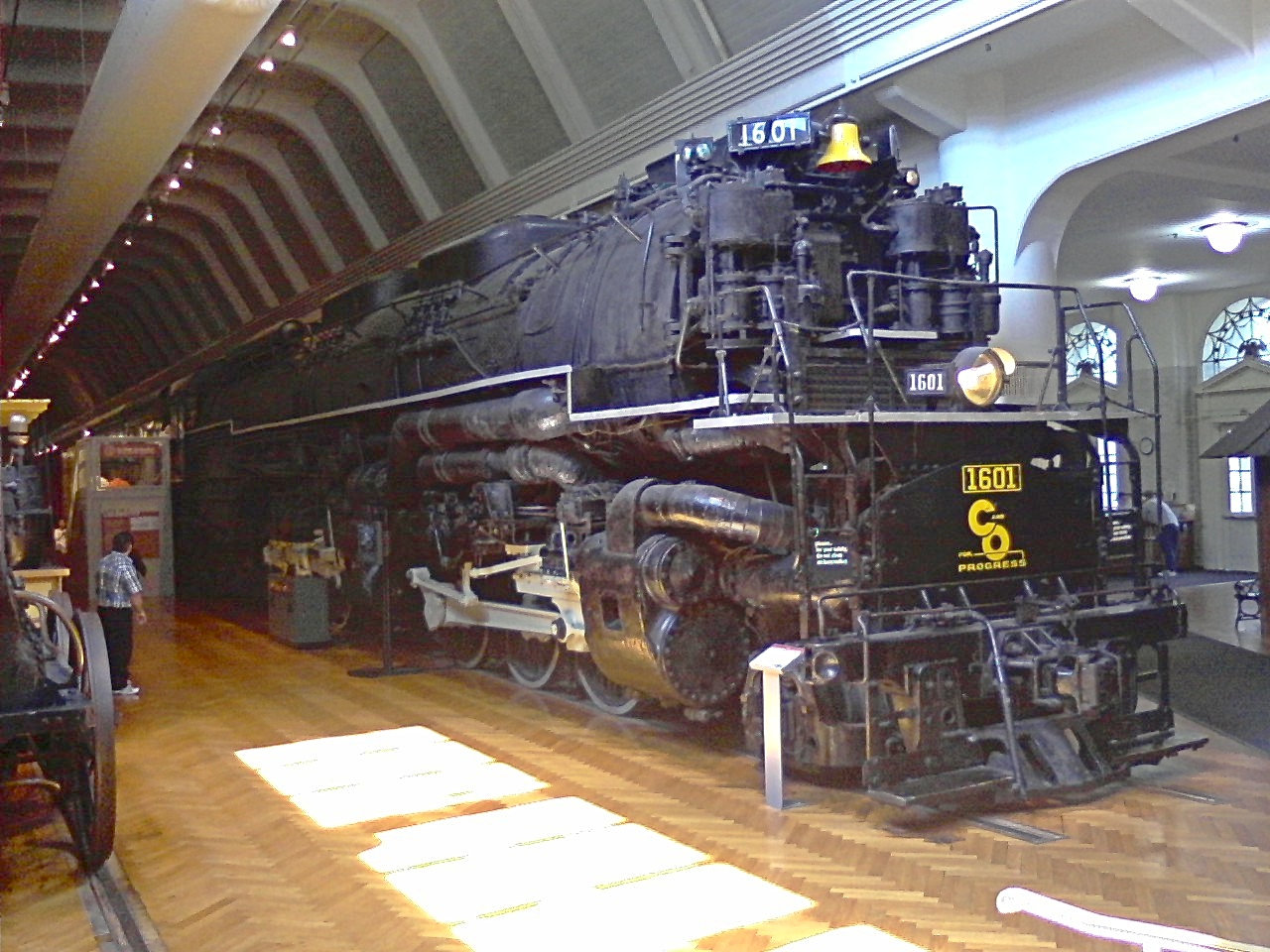
لوکوموتیو راه‌آهن چساپیک و اوهایو سی‌انداو ۱۶۰۱
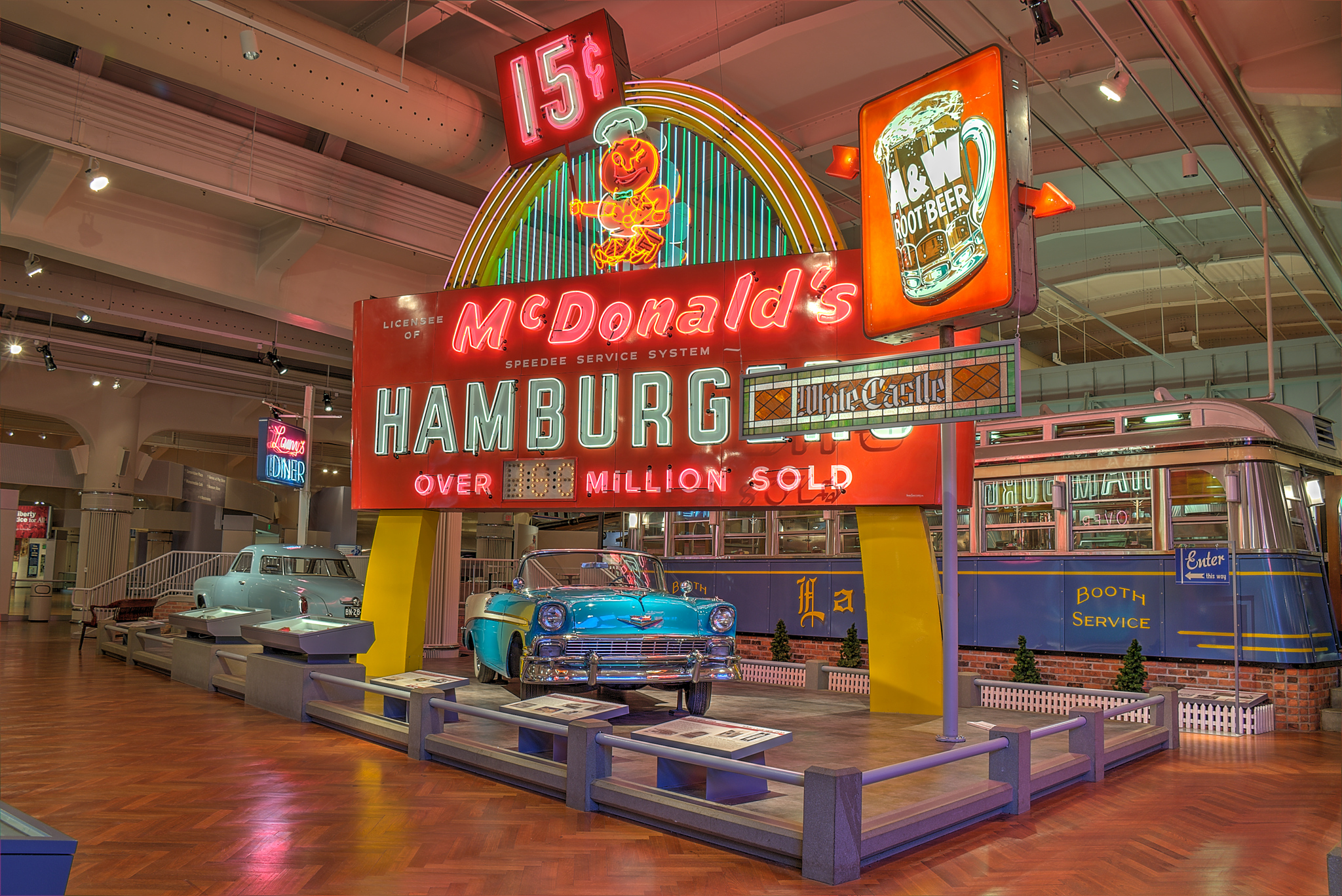
تابلوهای مک‌دونالد، ای‌انددابلیو و وایت کستل

## نگارخانه روستای گرین‌فیلد

نمایشگاه های عمومی
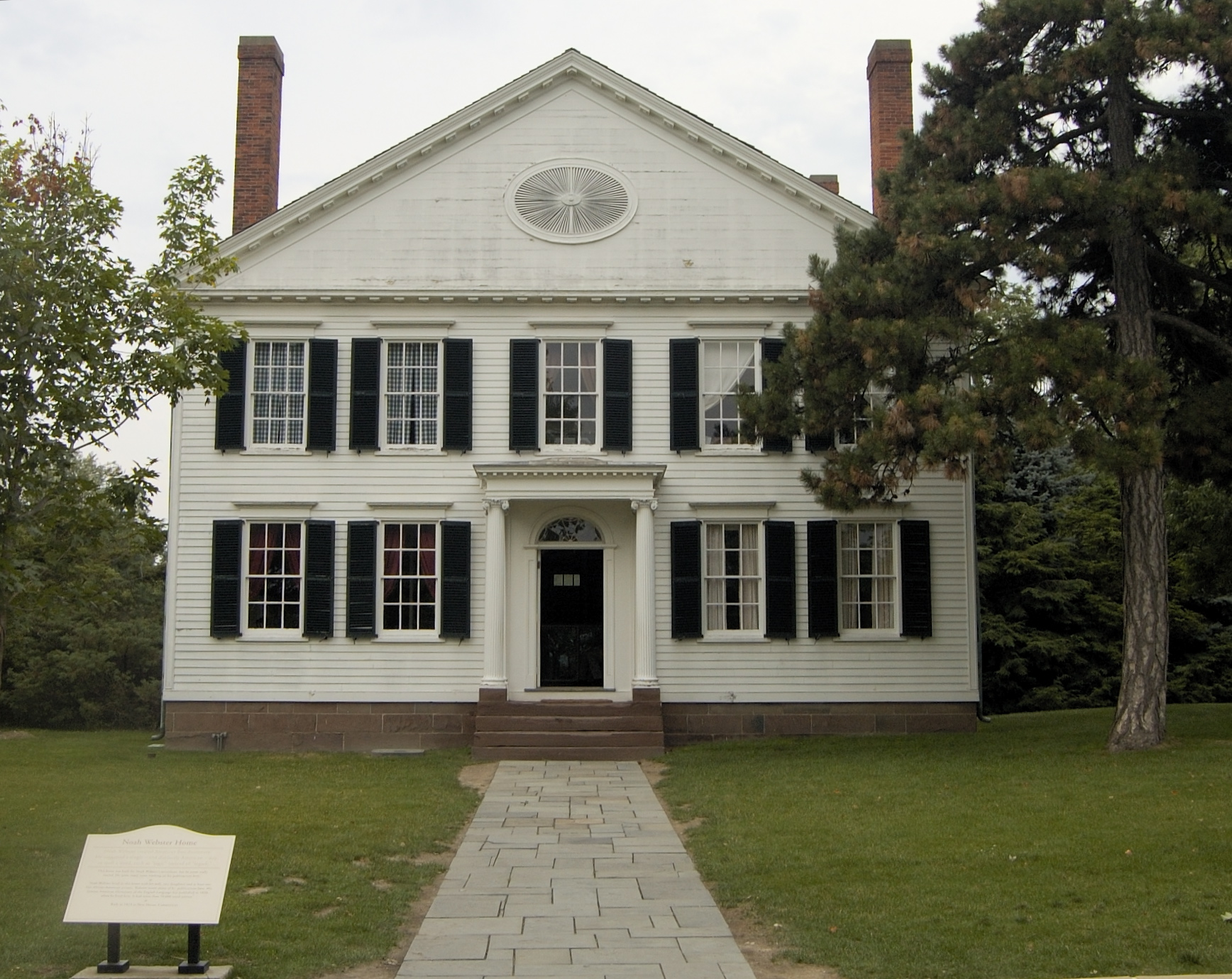
خانه نوآ وبستر از نیوهیون، کنکتیکت
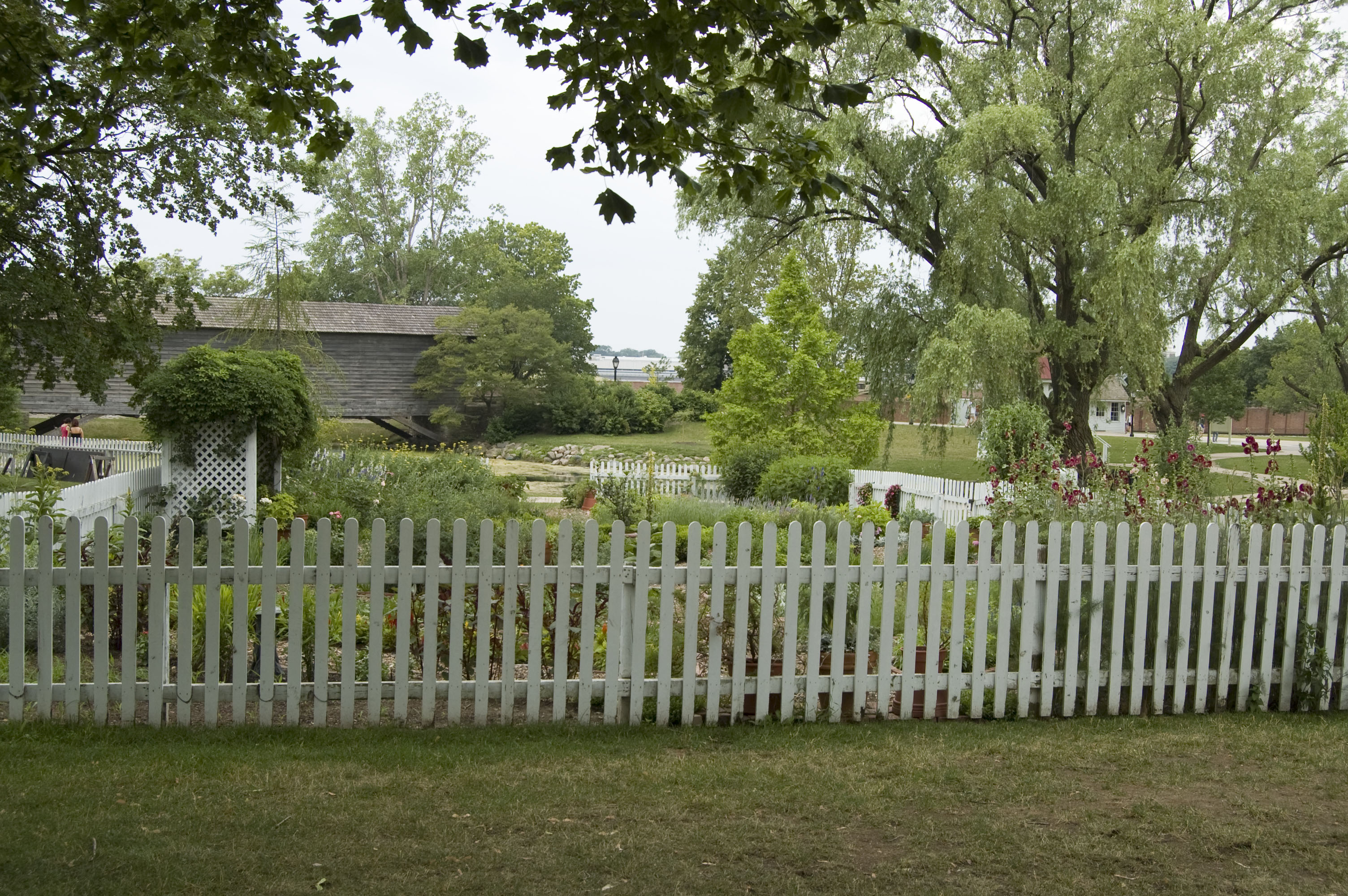
یک باغ و پل سرپوشیده آکلی
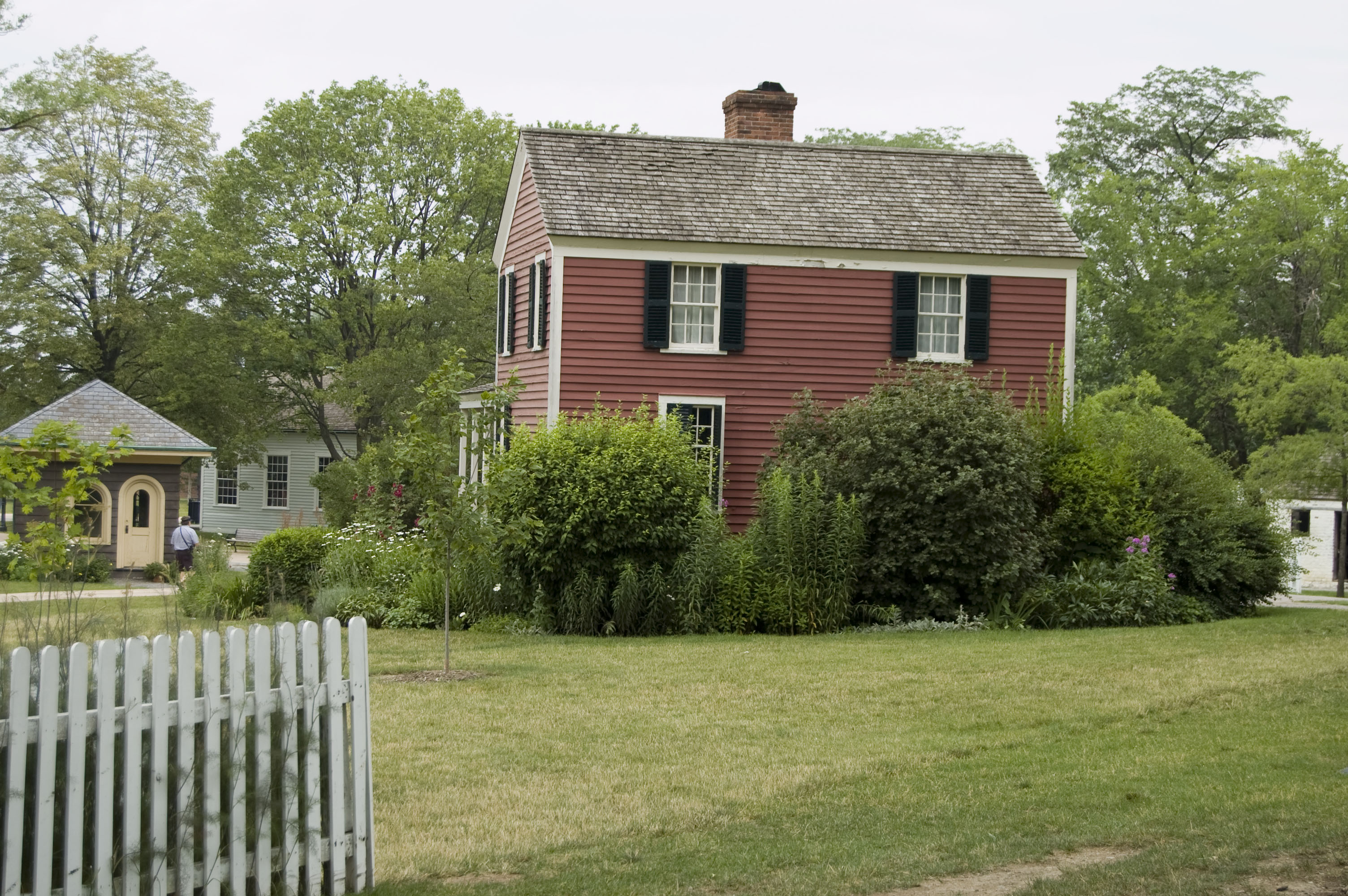
کلبه بربنک (سمت چپ) و فروشگاه گاردن هاوس
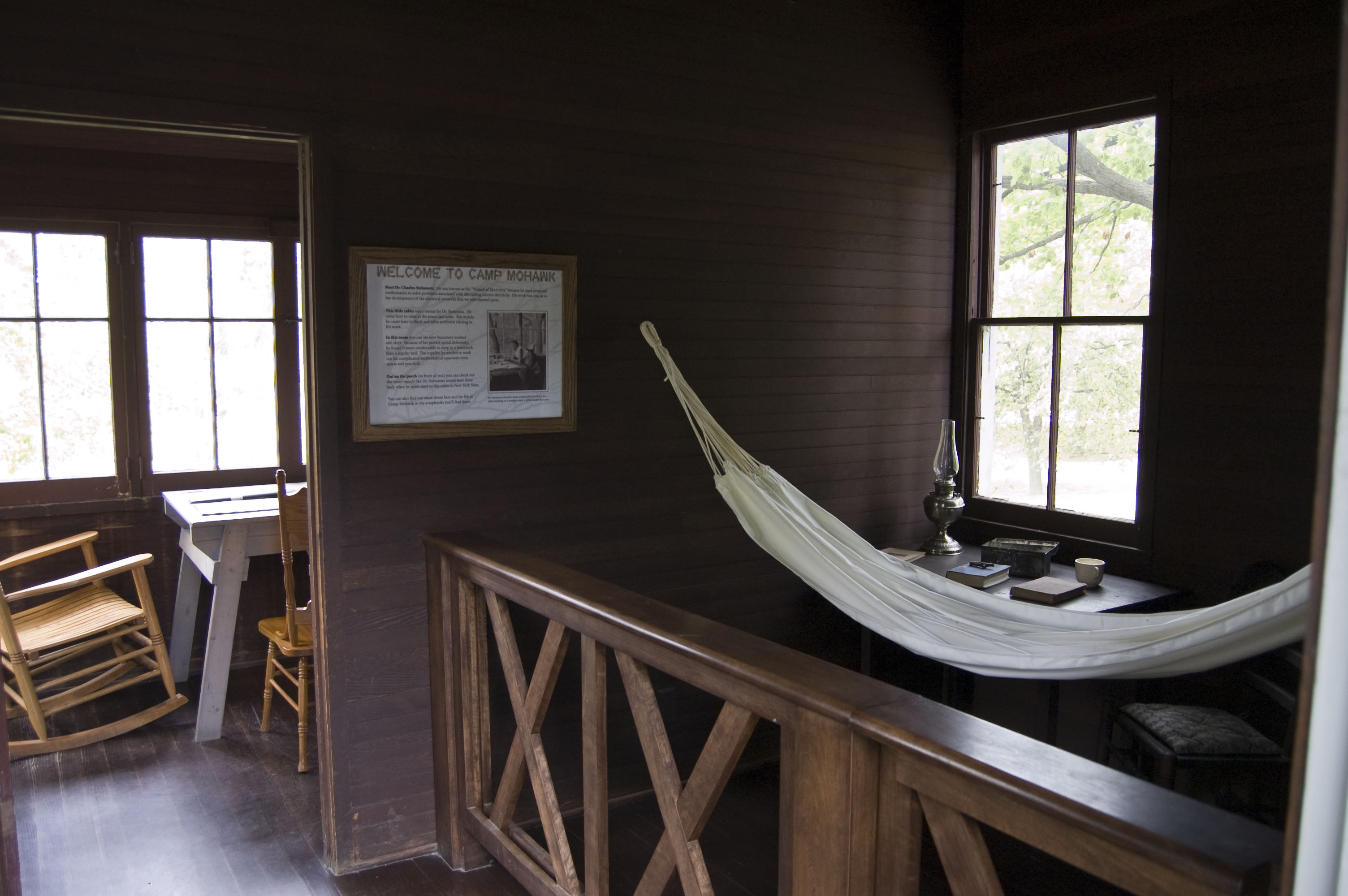
چارلز پروتئوس اشتاینمتز صاحب این کابین کوچک بود که مشرف به رودخانه موهاک در نزدیکی اسکنکتدی، نیویورک بود.